# Izomalt
Izomalt je šećerna zamena, tipa šećernog alkohola. On se prvenstveno koristi zbog njegovih šećeru sličnih svojstava. On ima veoma mali uticaj na nivo krvnog šećera i ne doprinosi raspadanju zuba. On sadrži 2 kilokalorije/g, što je polovina energetske vrednosti šećera.
Izomalt je disaharid koji se sastoji od dva šećera glukoze i manitola. On je bezbojna, bela, kristalina supstanca koja sadrži oko 5% vode u kristalnoj formi. Izomalt ima minimalni rashladni efekat (pozitivnu toplotu rastvaranja), nižu od mnogih drugih šećernih alkohola, posebno ksilitola i eritritola. Izomalt je neobičan po tome što je prirodni šećerni alkohol koji se proizvodi ih repe.